# Giải vô địch bóng đá U-20 thế giới
Giải vô địch bóng đá U-20 thế giới hay Cúp bóng đá U-20 thế giới (FIFA U-20 World Cup) là giải vô địch bóng đá thế giới hai năm một lần dành cho các cầu thủ nam giới độ tuổi từ 20 trở xuống, được tổ chức bởi FIFA. Giải đấu đã được tổ chức hai năm một lần kể từ giải đấu đầu tiên vào năm 1977 được tổ chức ở Tunisia. Cho đến năm 2005, giải đấu được gọi là Giải vô địch bóng đá trẻ thế giới (FIFA World Youth Championship). Đội vô địch hiện tại là Uruguay, đội đã giành được danh hiệu đầu tiên tại giải đấu năm 2023 ở Argentina.

## Vòng loại
24 đội tuyển tham dự trong vòng chung kết. 23 quốc gia, bao gồm cả đội đương kim vô địch, phải vượt qua vòng loại trong giải vô địch trẻ của sáu liên đoàn. Nước chủ nhà tự động vượt qua vòng loại.
| Liên đoàn                          | Giải vô địch                                      |
| ---------------------------------- | ------------------------------------------------- |
| AFC (châu Á)                       | Giải vô địch bóng đá U-20 châu Á                  |
| CAF (châu Phi)                     | Giải vô địch bóng đá trẻ châu Phi                 |
| CONCACAF (Bắc, Trung Mỹ và Caribe) | Giải vô địch bóng đá U-20 Bắc, Trung Mỹ và Caribe |
| CONMEBOL (Nam Mỹ)                  | Giải vô địch bóng đá trẻ Nam Mỹ                   |
| UEFA (châu Âu)                     | Giải vô địch bóng đá U-19 châu Âu                 |
| OFC (châu Đại Dương)               | Vòng loại bóng đá U-20 châu Đại Dương             |

## Kết quả
- 1977–2005: "Giải vô địch bóng đá trẻ thế giới"
- 2007–nay: "Giải vô địch bóng đá U-20 thế giới"
- s.h.p.: sau hiệp phụ
- p: trận đấu kết thúc bằng loạt sút luân lưu

| Lần thứ | Năm  | Chủ nhà                              | Chung kết     | Chung kết            | Chung kết     | Tranh hạng ba      | Tranh hạng ba        | Tranh hạng ba | Số đội tham dự |
| Lần thứ | Năm  | Chủ nhà                              | Vô địch       | Tỷ số                | Á quân        | Hạng ba            | Tỷ số                | Hạng tư       | Số đội tham dự |
| ------- | ---- | ------------------------------------ | ------------- | -------------------- | ------------- | ------------------ | -------------------- | ------------- | -------------- |
| 1       | 1977 | Tunisia                              | · Liên Xô     | 2–2 (s.h.p.) (9–8 p) | · México      | · Brasil           | 4–0                  | · Uruguay     | 16             |
| 2       | 1979 | Nhật Bản                             | · Argentina   | 3–1                  | · Liên Xô     | · Uruguay          | 1–1 (s.h.p.) (5–3 p) | · Ba Lan      | 16             |
| 3       | 1981 | Úc                                   | · Tây Đức     | 4–0                  | · Qatar       | · România          | 1–0                  | · Anh         | 16             |
| 4       | 1983 | México                               | · Brasil      | 1–0                  | · Argentina   | · Ba Lan           | 2–1 (s.h.p.)         | · Hàn Quốc    | 16             |
| 5       | 1985 | Liên Xô                              | · Brasil      | 1–0 (s.h.p.)         | · Tây Ban Nha | · Nigeria          | 0–0 (s.h.p.) (3–1 p) | · Liên Xô     | 16             |
| 6       | 1987 | Chile                                | · Nam Tư      | 1–1 (s.h.p.) (5–4 p) | · Tây Đức     | · Đông Đức         | 1–1 (s.h.p.) (3–1 p) | · Chile       | 16             |
| 7       | 1989 | Ả Rập Xê Út                          | · Bồ Đào Nha  | 2–0                  | · Nigeria     | · Brasil           | 2–0                  | · Hoa Kỳ      | 16             |
| 8       | 1991 | Bồ Đào Nha                           | · Bồ Đào Nha  | 0–0 (s.h.p.) (4–2 p) | · Brasil      | · Liên Xô          | 1–1 (s.h.p.) (5–4 p) | · Úc          | 16             |
| 9       | 1993 | Úc                                   | · Brasil      | 2–1                  | · Ghana       | · Anh              | 2–1                  | · Úc          | 16             |
| 10      | 1995 | Qatar                                | · Argentina   | 2–0                  | · Brasil      | · Bồ Đào Nha       | 3–2                  | · Tây Ban Nha | 16             |
| 11      | 1997 | Malaysia                             | · Argentina   | 2–1                  | · Uruguay     | · Cộng hòa Ireland | 2–1                  | · Ghana       | 24             |
| 12      | 1999 | Nigeria                              | · Tây Ban Nha | 4–0                  | · Nhật Bản    | · Mali             | 1–0                  | · Uruguay     | 24             |
| 13      | 2001 | Argentina                            | · Argentina   | 3–0                  | · Ghana       | · Ai Cập           | 1–0                  | · Paraguay    | 24             |
| 14      | 2003 | Các tiểu vương quốc Ả Rập Thống nhất | · Brasil      | 1–0                  | · Tây Ban Nha | · Colombia         | 2–1                  | · Argentina   | 24             |
| 15      | 2005 | Hà Lan                               | · Argentina   | 2–1                  | · Nigeria     | · Brasil           | 2–1                  | · Maroc       | 24             |
| 16      | 2007 | Canada                               | · Argentina   | 2–1                  | · Séc         | · Chile            | 1–0                  | · Áo          | 24             |
| 17      | 2009 | Ai Cập                               | · Ghana       | 0–0 (s.h.p.) (4–3 p) | · Brasil      | · Hungary          | 1–1 (s.h.p.) (2–0 p) | · Costa Rica  | 24             |
| 18      | 2011 | Colombia                             | · Brasil      | 3–2 (s.h.p.)         | · Bồ Đào Nha  | · México           | 3–1                  | · Pháp        | 24             |
| 19      | 2013 | Thổ Nhĩ Kỳ                           | · Pháp        | 0–0 (s.h.p.) (4–1 p) | · Uruguay     | · Ghana            | 3–0                  | · Iraq        | 24             |
| 20      | 2015 | New Zealand                          | · Serbia      | 2–1 (s.h.p.)         | · Brasil      | · Mali             | 3–1                  | · Sénégal     | 24             |
| 21      | 2017 | Hàn Quốc                             | · Anh         | 1–0                  | · Venezuela   | · Ý                | 0–0 (s.h.p.) (4–1 p) | · Uruguay     | 24             |
| 22      | 2019 | Ba Lan                               | · Ukraina     | 3–1                  | · Hàn Quốc    | · Ecuador          | 1–0 (s.h.p.)         | · Ý           | 24             |
| 23      | 2023 | Argentina                            | · Uruguay     | 1–0                  | · Ý           | · Israel           | 3–1                  | · Hàn Quốc    | 24             |
| 24      | 2025 | Chile                                |               |                      |               |                    |                      |               | 24             |

### Các đội tuyển đạt được tốp bốn
| Đội tuyển        | Vô địch                                | Á quân                     | Hạng ba              | Hạng tư              |
| ---------------- | -------------------------------------- | -------------------------- | -------------------- | -------------------- |
| Argentina        | 6 (1979, 1995, 1997, 2001, 2005, 2007) | 1 (1983)                   |                      | 1 (2003)             |
| Brasil           | 5 (1983, 1985, 1993, 2003, 2011)       | 4 (1991, 1995, 2009, 2015) | 3 (1977, 1989, 2005) |                      |
| Bồ Đào Nha       | 2 (1989, 1991)                         | 1 (2011)                   | 1 (1995)             |                      |
| Serbia1          | 2 (1987, 2015)                         |                            |                      |                      |
| Uruguay          | 1 (2023)                               | 2 (1997, 2013)             | 1 (1979)             | 3 (1977, 1999, 2017) |
| Ghana            | 1 (2009)                               | 2 (1993, 2001)             | 1 (2013)             | 1 (1997)             |
| Tây Ban Nha      | 1 (1999)                               | 2 (1985, 2003)             |                      | 1 (1995)             |
| Nga2             | 1 (1977)                               | 1 (1979)                   | 1 (1991)             | 1 (1985)             |
| Đức3             | 1 (1981)                               | 1 (1987)                   |                      |                      |
| Anh              | 1 (2017)                               |                            | 1 (1993)             | 1 (1981)             |
| Pháp             | 1 (2013)                               |                            |                      | 1 (2011)             |
| Ukraina          | 1 (2019)                               |                            |                      |                      |
| Nigeria          |                                        | 2 (1989, 2005)             | 1 (1985)             |                      |
| Ý                |                                        | 1 (2023)                   | 1 (2017)             | 1 (2019)             |
| México           |                                        | 1 (1977)                   | 1 (2011)             |                      |
| Hàn Quốc         |                                        | 1 (2019)                   |                      | 1 (1983)             |
| Qatar            |                                        | 1 (1981)                   |                      |                      |
| Nhật Bản         |                                        | 1 (1999)                   |                      |                      |
| Séc              |                                        | 1 (2007)                   |                      |                      |
| Venezuela        |                                        | 1 (2017)                   |                      |                      |
| Mali             |                                        |                            | 2 (1999, 2015)       |                      |
| Israel           |                                        |                            | 1 (2023)             |                      |
| Ba Lan           |                                        |                            | 1 (1983)             | 1 (1979)             |
| Chile            |                                        |                            | 1 (2007)             | 1 (1987)             |
| România          |                                        |                            | 1 (1981)             |                      |
| Đông Đức         |                                        |                            | 1 (1987)             |                      |
| Cộng hòa Ireland |                                        |                            | 1 (1997)             |                      |
| Ai Cập           |                                        |                            | 1 (2001)             |                      |
| Colombia         |                                        |                            | 1 (2003)             |                      |
| Hungary          |                                        |                            | 1 (2009)             |                      |
| Ecuador          |                                        |                            | 1 (2019)             |                      |
| Úc               |                                        |                            |                      | 2 (1991, 1993)       |
| Hoa Kỳ           |                                        |                            |                      | 1 (1989)             |
| Paraguay         |                                        |                            |                      | 1 (2001)             |
| Maroc            |                                        |                            |                      | 1 (2005)             |
| Áo               |                                        |                            |                      | 1 (2007)             |
| Costa Rica       |                                        |                            |                      | 1 (2009)             |
| Iraq             |                                        |                            |                      | 1 (2013)             |
| Sénégal          |                                        |                            |                      | 1 (2015)             |

1 = bao gồm các kết quả đại diện cho Nam Tư
2 = bao gồm các kết quả đại diện cho Liên Xô
3 = bao gồm các kết quả đại diện cho Tây Đức

### Các thành tích theo vùng lục địa
Mọi khu vực trừ châu Đại Dương đều đã có đại diện góp mặt trong trận chung kết. Tới tới nay, Nam Mỹ đang dẫn đầu với 12 chức vô địch, theo sau là châu Âu với 10 chức vô địch và châu Phi với một danh hiệu. Các đội tuyển từ châu Á và Bắc Mỹ đã 3 lần vào chung kết, nhưng đều gây thất vọng. Vị trí thứ tư tính tới thời điểm này đang là thành tích tốt nhất của châu Đại Dương, họ giành được vị trí này vào năm 1993.
| Liên đoàn (lục địa)                | Thành tích | Thành tích                                                                                | Thành tích | Thành tích                                                                        |
| Liên đoàn (lục địa)                | Vô địch | Á quân                                                                                    | Hạng ba | Hạng tư                                                                           |
| ---------------------------------- | --- | ----------------------------------------------------------------------------------------- | --- | --------------------------------------------------------------------------------- |
| CONMEBOL (Nam Mỹ)                  | 12 danh hiệu: Argentina (6), Brasil (5), Uruguay (1)                                                                 | 8 lần: Brasil (4), Uruguay (2), Argentina (1), Venezuela (1)                              | 7 lần: Brasil (3), Chile (1), Colombia (1), Uruguay (1), Ecuador (1)                                                                      | 6 lần: Uruguay (3), Argentina (1), Chile (1), Paraguay (1)                        |
| UEFA (châu Âu)                     | 10 danh hiệu: Bồ Đào Nha (2), Serbia1 (2), Tây Ban Nha (1), Liên Xô (1), Tây Đức (1), Anh (1), Pháp (1), Ukraina (1) | 7 lần: Tây Ban Nha (2), Cộng hòa Séc (1), Tây Đức (1), Bồ Đào Nha (1), Liên Xô (1), Ý (1) | 10 lần: Anh (1), Đông Đức (1), Hungary (1), Cộng hòa Ireland (1), Ý (1), Ba Lan (1), Bồ Đào Nha (1), România (1), Liên Xô (1), Israel (1) | 7 lần: Áo (1), Anh (1), Pháp (1), Ba Lan (1), Liên Xô (1), Tây Ban Nha (1), Ý (1) |
| CAF (châu Phi)                     | 1 danh hiệu: Ghana (1)                                                                                               | 4 lần: Ghana (2), Nigeria (2)                                                             | 5 lần: Mali (2), Ai Cập (1), Ghana (1), Nigeria (1)                                                                                       | 3 lần: Ghana (1), Maroc (1), Sénégal (1)                                          |
| AFC (châu Á)                       | Không có | 3 lần: Nhật Bản (1), Qatar (1), Hàn Quốc (1)                                              | Không có | 3 lần: Hàn Quốc (2), Iraq (1)                                                     |
| CONCACAF (Bắc, Trung Mỹ và Caribe) | Không có | 1 lần: México (1)                                                                         | 1 lần: México (1) | 2 lần: Hoa Kỳ (1), Costa Rica (1)                                                 |
| OFC (châu Đại Dương)               | Không có | Không có                                                                                  | Không có | 2 lần: Úc2 (2)                                                                    |

1 = 1 là Nam Tư (1987)
2 = là một phần của OFC (hiện tại trong AFC kể từ năm 2006).

## Giải thưởng
- Giải thưởng Quả bóng vàng của Adidas được trao thưởng cho cầu thủ đang chơi bóng đá xuất sắc nhất trong giải đấu.
- Giải thưởng Chiếc giày vàng của Adidas được trao thưởng cho cầu thủ ghi nhiều bàn nhất của giải đấu.
- Giải thưởng Găng tay vàng được trao thưởng cho thủ môn xuất sắc nhất của giải đấu.
- FIFA Fair Play là giải thưởng được trao cho đội chơi đẹp nhất giải đấu và được bầu chọn bởi Hội đồng Fair Play của FIFA.

| Cúp Thế giới     | Quả bóng vàng     | Chiếc giày vàng   | Số bàn thắng | Găng tay vàng          | Đội đoạt giải phong cách |
| ---------------- | ----------------- | ----------------- | ------------ | ---------------------- | ------------------------ |
| Tunisia 1977     | Vladimir Bessonov | Guina             | 4            | Không trao giải        | Brasil                   |
| Nhật Bản 1979    | Diego Maradona    | Ramón Díaz        | 8            | Không trao giải        | Ba Lan                   |
| Úc 1981          | Romulus Gabor     | Mark Koussas      | 4            | Không trao giải        | Úc                       |
| México 1983      | Geovani           | Geovani           | 6            | Không trao giải        | Hàn Quốc                 |
| Liên Xô 1985     | Paulo Silas       | Sebastián Losada  | 3            | Không trao giải        | Colombia                 |
| Chile 1987       | Robert Prosinečki | Marcel Witeczek   | 7            | Không trao giải        | Tây Đức                  |
| Ả Rập Xê Út 1989 | Bismarck          | Oleg Salenko      | 5            | Không trao giải        | Hoa Kỳ                   |
| Bồ Đào Nha 1991  | Emílio Peixe      | Sergei Sherbakov  | 5            | Không trao giải        | Liên Xô                  |
| Úc 1993          | Adriano           | Henry Zambrano    | 3            | Không trao giải        | Anh                      |
| Qatar 1995       | Caio              | Joseba Etxeberria | 7            | Không trao giải        | Nhật Bản                 |
| Malaysia 1997    | Nicolás Olivera   | Adaílton          | 10           | Không trao giải        | Argentina                |
| Nigeria 1999     | Seydou Keita      | Pablo Couñago     | 5            | Không trao giải        | Croatia                  |
| Argentina 2001   | Javier Saviola    | Javier Saviola    | 11           | Không trao giải        | Argentina                |
| UAE 2003         | Ismail Matar      | Eddie Johnson     | 4            | Không trao giải        | Colombia                 |
| Hà Lan 2005      | Lionel Messi      | Lionel Messi      | 6            | Không trao giải        | Colombia                 |
| Canada 2007      | Sergio Agüero     | Sergio Agüero     | 6            | Không trao giải        | Nhật Bản                 |
| Ai Cập 2009      | Dominic Adiyiah   | Dominic Adiyiah   | 8            | Esteban Alvarado       | Brasil                   |
| Colombia 2011    | Henrique Almeida  | Henrique Almeida  | 5            | Mika                   | Nigeria                  |
| Thổ Nhĩ Kỳ 2013  | Paul Pogba        | Ebenezer Assifuah | 6            | Guillermo de Amores    | Tây Ban Nha              |
| New Zealand 2015 | Adama Traoré      | Viktor Kovalenko  | 5            | Predrag Rajković       | Ukraina                  |
| Hàn Quốc 2017    | Dominic Solanke   | Riccardo Orsolini | 5            | Freddie Woodman        | México                   |
| Ba Lan 2019      | Lee Kang-in       | Erling Haaland    | 9            | Andriy Lunin           | Nhật Bản                 |
| Argentina 2023   | Cesare Casadei    | Cesare Casadei    | 7            | Sebastiano Desplanches | Hoa Kỳ                   |

## Kỷ lục và thống kê
Tham dự nhiều nhất
- Brasil (18 lần)

Tham dự liên tiếp nhiều nhất
- Brasil (16 lần, 1981 - 2011)

Cầu thủ vô địch nhiều nhất
Có 3 cầu thủ đã vô địch giải đấu này 2 lần:
- Fernando Brassard (1989 và 1991)
- João Vieira Pinto (1989 và 1991)
- Sergio Agüero (2005 và 2007)

Trận đấu có tỷ số có cách biệt lớn nhất
- 12 bàn ( Na Uy 12–0  Honduras, 2019)[2]

Cầu thủ ghi nhiều bàn thắng trong một trận đấu nhất
- 9 bàn  Erling Haaland ghi cho  Na Uy đối đầu với  Honduras, 2019)[2]